# لیلا کبو
لیلا کبو (انگلیسی: Leila Cobo؛ زادهٔ تاریخ ورودی نامعتبر است) روزنامه‌نگار، و موسیقی‌دان اهل کلمبیا است.
وی همچنین برندهٔ جوایزی همچون برنامه فولبرایت شده‌است.